# 加藤道理
加藤 道理（かとう みちただ、1925年 - ）は、漢文学者、桜美林大学名誉教授。
東京生まれ。1950年東京大学文学部中国哲学科卒業。東京都立高校の国語科教諭、都立高校校長を三校歴任、全国高等学校長協会会長。東京都立小石川高等学校校長を1987年定年後、桜美林大学中国語中国文学科助教授、教授。96年名誉教授。（財）湯島聖堂斯文会・漢字文化振興会常務理事。

## 著書
- 『漢文の記憶』明治書院 1967
- 『現代に生きる漢語』東洋書店 1986
- 『十八史略・史記新解』新塔社 要所研究シリーズ 1992
- 『字源物語 漢字が語る人間の文化』明治書院 漢字・漢文ブックス 1999
- 『続・字源物語』明治書院 漢字・漢文ブックス 2001
- 『孟子のことば』斯文会 My古典 2002
- 『字源 ちょっと深い漢字の話』明治書院 学びやぶっく 2013

### 共著編
- 『論語・孟子』広常人世共著 明治書院 傍訳漢文シリーズ 1971
- 『新編常用国語便覧』共編著 浜島書店 1992
- 『漢文学研究』山本哲夫共著 東京法令出版 1995
- 吉田賢抗『論語』編 明治書院 新書漢文大系 1996
- 『クイズでらくらく漢字検定2-4級合格問題集』監修 明治書院 2000
- 内野熊一郎『孟子』編 明治書院 新書漢文大系 2002

## 注
1. ↑  『現代日本人名録』2002年